# Lothaire-Odon Ier
Lothaire Odon Ier (né vers 994 - mort le 7 novembre 1057), margrave de la Marche du Nord (1056-1057) et comte de Marche de Stade du XIe siècle.

## Origine
Lothaire Odon Ier est le fils unique de Siegfried II, et d'Adèle de Alsleben, fille de Gero, Comte d'Alsleben. En 1037 il succède à son père comme comte de Stade, Largau, Steiringgau, Schwabengau et Hochseegau et comme Vogt d'Heeslingen et Alsleben vaste domaine rassemblé lors d'union au cours du premier tiers du XIe siècle. Lothaire Odon est le premier margrave de la maison dite des Udonides.

## Règne
Lothaire entre en conflit avec les archevêques de Brême Adalbrand et Adalbert de Brême, au sujet de la juridiction ecclésiastique de son comté. En 1052/1053, il fait tuer son cousin Ekbert d'Elsdorf-Stade, et hérite de ses domaines. En 1051, Guillaume de Haldensleben, devient margrave de la Marche du Nord. À la tête des Saxons il subit une défaite où il trouve la mort en 1056 face aux Liutices slaves lors de la bataille de Pritziawa. Lothaire Odon est alors nommé margrave l'année suivante par l'empereur Henri III du Saint-Empire. Cette promotion est contestée par Otto un fils illégitime de Bernard II de Haldensleben, et Lothaire Odon est tué à son tour par les partisans d'Otto le 26 juin 1057 à Neindorf sur la Selke alors qu'il conduisait une expédition de représailles contre les Slaves.
Lothaire Odon Ier a comme successeur son fils Lothaire Odon II qui devient à la fois margrave de la Marche du Nord et comte de Stade. Après la mort de Lothaire Odon Ier, son fils le venge de ceux qui ont participé à son assassinat : son demi frère Ekbert puis Otto, l'instigateur du meurtre de Lothaire Odon, qui est tué lors d'un combat près de Hausneindorf au cours de l'été 1058.

## Union et postérité
Lothaire épouse Adelheid, Comtesse d'Oeningen, fille du comte Kuno d'Oeningen dont un fils :
- Lothaire Odon II, margrave de la Marche du Nord.

Lothaire aurait épousé ensuite Ida d'Elstorf (d. 1052), fille de Liudolf, Margrave de Frise, fils de Gisèle de Souabe, qui est le demi-frère d'Henri III du Saint-Empire. Ils ont deux enfants :
- Oda de Stade, qui épouse Sviatoslav II Yaroslavich, Grand Prince de Kiev[2]. Oda est réputée être à l'origine du mariage de son neveu Henri I Margrave de la Marche du Nord, avec Euproxia de Kiev.
- Ekbert, assassiné par son demi-frère Lothaire Udo II à Wickstadt, près d'Elstorf, pour avoir pris part au meurtre de son père.

## Lignes externes
- (en) Medieval Lands Project, Grafen von Stade (famille de Lothaire Udo)
- (en) Medieval Lands Project, Liutpold, Count of Stade